# 戈森巴赫河
50°50′37″N 7°57′56″E / 50.843748°N 7.965606°E
戈森巴赫河（德語：Gosenbach），是德國的河流，位於該國西部，流經北萊茵-威斯特法倫州和萊茵蘭-普法爾茨州，屬於錫格河的右支流，河道全長3.3公里，流域面積11平方公里。